# Undués de Lerda
Undués de Lerda – gmina w Hiszpanii, w prowincji Saragossa, w Aragonii, o powierzchni 42,99 km². W 2011 roku gmina liczyła 76 mieszkańców.